# Barragem do Funcho
A Barragem do Funcho situa-se no concelho de Silves (Portugal), sendo alimentada pelo Rio Arade e situa-se a montante da Barragem do Arade.
A construção desta barragem ficou concluída em 1993 e a sua utilização primordial é a rega dos terrenos agrícolas da região. A área da sua bacia hidrográfica é de 200 km², tendo a albufeira uma capacidade útil de 42,75 milhões de metros cúbicos.